# Metanoia (zespół muzyczny)
Metanoia – grupa muzyczna, która powstała w 1996 roku przy parafii katedralnej w Gnieźnie. 
Nazwa zespołu pochodzi z języka greckiego i oznacza – przemianę, nawrócenie. Patronką od samego początku jest św. Cecylia, która swą duchową opieką otacza szczególnie muzyków, chórzystów, lutników, zespoły wokalno-muzyczne.
Grupa śpiewa podczas nabożeństw w różnych wspólnotach – w kościołach katolickich i protestanckich. Od roku 1999 odbyły się liczne trasy koncertowe po Europie, m.in. po Czechach, Danii, Francji, Grecji, Hiszpanii, Holandii, Niemczech, Norwegii, Włoszech. 
We wrześniu 1999 roku nagrana została pierwsza płyta pt. „Szukam Cię”, a w listopadzie płyta z kolędami i pastorałkami razem z dziećmi z Domu Dziecka w Kołdrąbiu. W kwietniu 2001 roku powstała trzecia płyta, pt. „Aniele przy mnie stój”. Na jubileusz 10-lecia wydano dwie kolejne płyty: jedną z pieśniami o tematyce bożonarodzeniowej pt. „Kolędy Domowe” i drugą pt. „Otwórz drzwi”. Następną, a jednocześnie najnowszą płytą jest „METANOIA Live”, która została nagrana podczas jednego z koncertów w październiku 2007 roku. Zespół przygotował utwory na specjalną Sesję Rady Miasta Gniezna i Rady Powiatu Gnieźnieńskiego, podczas której nadano Ojcu Świętemu Janowi Pawłowi II tytuł honorowego Obywatela Miasta Gniezna. W 2005 roku zespół miał również okazję brać udział we mszy świętej w Niedzielę Palmową transmitowaną przez Telewizję Polonia.
Obecnie grupa działa przy parafii pw. św. Jakuba Apostoła w Modliszewku koło Gniezna. Nadal tworzą, śpiewają i promują muzykę podczas podróży po całej Europie. W sierpniu 2012 odwiedzili Litwę, gdzie przedstawili papieski repertuar muzyczny, a w nim takie utworu, jak: Twój jest świat (Mosty), Zaufam, Laudate Omnes Gentes, Szukam Cię, Chciałbym coś Ci rzec, Ludzie mówią najciszej, Bóg dał czas, Podziękowanie, Wiatr, Ubi Caritas.

## Dyskografia
- 1999: Szukam Cię
- 1999: Domowe kolędowanie
- 2001: Aniele przy mnie stój
- 2003: Domowe kolędowanie
- 2004: Otwórz drzwi
- 2007: Metanoia live

Źródło:.